# Майоров, Игорь Евгеньевич
Игорь Евгеньевич Майоров (4 декабря 1946, Ленинград — 31 марта 1991) — советский художник-акварелист и чеканщик

## Биография
Родился в Ленинграде в семье, не имевшей отношения к искусству. Отец — Майоров Евгений Сергеевич (1910—1965) работал на гражданском флоте, участвовал в закладке порта Тикси. Мать — Маклакова Анна Васильевна (1919 г.р.), блокадница. Братья — Сергей (1948), Василий (1951). Семья проживала в коммунальной квартире на 3-й Красноармейской улице. Соседи — семья архитектора Михаила Семеновича Бакштейна.
Игорь начал заниматься рисованием в районном Доме пионеров, когда пошел в первый класс. Преподаватели прочили юноше карьеру успешного художника. Когда ему исполнилось 10, его работа получила Гран-при на конкурсе детских рисунков, проходившем в 1957 году в Индии в рамках фестиваля молодежи и студентов. После победы на конкурсе мальчика зачисляют в знаменитую Центральную художественную школу им. Иогансона при Академии художеств, куда принимают только одаренных детей, подающих большие надежды. Там он учится 4 года.
После окончания Центральной художественной школы, Майоров поступает в Художественное училище им. Серова (в настоящий момент носит имя Николая Рериха). Именно там преподавала племянница Александра Блока Марина Георгиевна Блок, в замужестве Тиме (1913—1999). Марину Георгиевну называют наследницей русских традиций модернизма XX века. В свои семнадцать лет юноша стал одним из любимых её учеников.
На сегодняшний момент проведено несколько десятков персональных выставок художника. Его работы находятся в коллекциях М. Ростроповича, М. Плисецкой, С. Михалкова, Пола Маккартни, Жака Ширака, В. Терешковой. После смерти художника, его работы выставлялись в Гамбурге, Мюнхене, Хельсинки, Париже, Вене.
Одним из первых работы Игоря Майорова приобрел и экспонировал Фонд свободного русского современного искусства — некоммерческое творческое объединение художников — нонконформистов и общественных деятелей Санкт-Петербурга, Москвы, Минска и других городов, созданное в Мюнхене в 1987 году.
Справочник Профессионального союза художников России «Единый художественный рейтинг» сообщает о том, что у Майорова — категория 4В «состоявшийся профессиональный художник, востребованный художественным рынком»

## Публикации
- Наталия Папанова «Игорь Майоров — романтик не своего времени». «Галерея современного шедевра», Москва. 2007 год
- Елена Скворцова «Ельцина с творчеством Майорова познакомил Ширак» 12-18 февраля 1998 «Общая газета» № 6(236)
- Евгений Васильев «И сказал Ширак Ельцину. Акварели Игоря Майорова» 12-24 июня 1998 «Культура» № 22
- Елена Гусаренко «На дне чемодана таможня разглядела национальную ценность» 13 марта 1996 «Смена» № 57 (21346)
- Людмила Черных «На дне чемодана лежали женщины Майорова» 14 марта 1996 «Шанс» № 20
- Марина Дашкова «Так хочется жить…», 14 мая 1992 «Вечерний Петербург» № 111 (19701)
- Елизавета Маетная «Таможня тоже разбирается в живописи» 16 марта 1996 «Комсомольская правда» № 49 (21300)
- Марина Овсова «Миф о Майоре» 17 февраля 1998 «Московский комсомолец»
- Елена Захватов «Как художник Майоров работал художником Шиловым» 18-24 июня 1998 «Общая газета» № 24 (254)
- Валерий Поволяев «Последний романтик России. Зачем художнику выставка» 20 июля 1998 «Вечерняя Москва»
- Наталья Селиванова «Питерский Зверев. Судьба» 21 декабря 1996 «Культура» № 49 (7059)
- Наталия Тюрина «Не ставьте мне кресты обид» 21 марта 1998 «Рабочая трибуна» № БН
- Виктория Третьякова «Дорог не подарок? Маккартни вручили орден. Английский сэр стал обладателем российской награды» 25 июня 2004 «Смена»
- Алина Тулякова «Не ставьте мне кресты обид…» 31 марта 1994 «Смена» № 59 (20741)
- Виктория Третьякова «Художник от Бога» Январь 1998 "Центр PLUS (Санкт-Петербург) № 1 (156)
- Рамзия Мусагитова "Ангел для пола Маккартни. Наш земляк наградил «Битла» орденом «Русь Державная» 8 июля 2004 «Молодежная газета»
- Анатолий Баранов «Прозрачные видения Игоря Майорова» (май-июнь 1998) Журнал «Планета красота» № 15
- «Мастер крылатых фантазий». Журнал «Табурет» № 2 1998
- Людмила Андреева «Великий мистификатор» «Петербургский стиль» зима 2001
- Марина Дашкова «Блистательный Игорь Майоров» Сборник «Роман с Фаберже», Санкт-Петербург" 1995, Библиотека альманаха «Петрополь»;
- Галина Зыкалина «Художник, которого не было?…» «Искусство для всех» № 2 2018